# La Piazza
La Piazza es una cadena de plazas comerciales al aire libre de Ecuador. En la actualidad opera ocho plazas comerciales, ubicados dentro de las jurisdicciones de las ciudades de Guayaquil, Samborondón y Daule. Su estilo abierto de tipo street mall está ideado como medio de captar clientes que vayan exclusivamente a comprar, esto en contraposición con los clientes de un mall cerrado, que normalmente visitan varios locales antes de decidirse.

## Historia
El primer centro comercial de la cadena fue La Piazza Samborondón, que abrió sus puertas en 2004 en la zona de La Puntilla, de la ciudad de Samborondón, y que rápidamente ganó aceptación por parte de los habitantes de la zona. La construcción del centro comercial se dio luego del análisis de estudios presentados por estudiantes de la Universidad de Especialidades Espíritu Santo, que aseveraban la conveniencia de su desarrollo en el sector.
En 2009 se inauguraron La Piazza Villa Club y La Piazza Ceibos, en las ciudades de Daule y Guayaquil, respectivamente. La primera abrió sus puertas junto al conjunto residencial Villa Club y contó con un diseño urbanístico con miras a captar los 30,000 vehículos mensuales que el centro comercial esperaba recibir. En noviembre abrió La Piazza Ceibos, contando con un área de 10,000 metros cuadrados de construcción y con anclas como el supermercado de carnes La Española.
El 1 de junio de 2011 se inauguró La Piazza Machala, en la ciudad del mismo nombre. El proyecto contó con una inversión de 5 millones de dólares sobre un terreno de 11,600 metros cuadrados y se hizo en convenio con la cadena Supermaxi, que abrió junto a la Piazza locales de sus cadenas Juguetón, Todo Hogar Y Kiwi. Para el acto de inauguración se contó con la presencia del alcalde de la ciudad, Carlos Falquez.
En 2012 abrieron dos centros comerciales más. El primero en entrar en operaciones fue La Piazza Ciudad Celeste, en Samborondón, que fue inaugurado el 20 de junio y se edificó con una inversión de 1 millón de dólares, con miras a captar clientela en las distintas urbanizaciones del conjunto residencial Ciudad Celeste y de otras urbanizaciones cercanas. El 20 de julio fue el turno de La Piazza La Joya, en la parroquia La Aurora del cantón Daule, bajo una inversión de 2.5 millones de dólares y con un supermercado de la cadena Supermaxi como su ancla.